# دبليو. إس. بيترز
دبليو. إس. بيترز (بالإنجليزية: W. S. Peters)‏ هو لاعب كرة قاعدة أمريكي، ولد في 1 مايو 1867 في كنتاكي في الولايات المتحدة، وتوفي في 2 أبريل 1933 في شيكاغو في الولايات المتحدة.